# Ralf Veidemann
Ralf Veidemann (* 7. Oktober 1913 in Estland; † 2. Februar 2009) war ein estnischer Fußballspieler deutsch-baltischer Herkunft.

## Karriere
Ralf Veidemann spielte in seiner aktiven Karriere für den estnischen Hauptstadtverein JK Tallinna Kalev. Für die estnische Nationalmannschaft debütierte Veidemann am 3. Juni 1937 gegen Litauen in einen Freundschaftsspiel in Kaunas. Mit der estnischen Auswahl nahm der Stürmer im folgenden Jahr an der Qualifikation für die Weltmeisterschaft 1938 in Frankreich teil und kam dort in zwei von drei Qualifikationsspielen zum Einsatz. In den beiden Auswärtsspielen gegen Finnland in Turku und Deutschland in Königsberg kam Veidemann zum Einsatz. Mit der estnischen Nationalmannschaft konnte sich dieser allerdings nicht für die WM qualifizieren.
Außerdem nahm Veidemann zweimal am Baltic Cup teil. Bei seiner ersten Teilnahme 1937 wurde er mit Estland Zweiter, im Jahr darauf beim Baltic Cup 1938 gewann er den Titel und war mit zwei erzielten Treffern bester Torschütze des Wettbewerbs. Das letzte Länderspiel von insgesamt 13 machte er bereits unter sowjetischer Besatzung gegen Lettland am 18. Juli 1940, nachdem die Rote Armee vom 15.–17. Juni 1940 die drei baltischen Länder im Zweiten Weltkrieg annektiert hatte.